# Edisbel Martínez
Edisbel Martínez, född 14 september 1979, är en kubansk bågskytt. Hon deltog vid olympiska sommarspelen 2000.